# Ostaszewo (gemeente)
De gemeente Ostaszewo is een landgemeente in het Poolse woiwodschap Pommeren, in powiat Nowodworski (Pommeren).
De gemeente bestaat uit 7 administratieve plaatsen solectwo : Gniazdowo (Schönhorst), Jeziernik (Schönsee), Ostaszewo (Schöneberg), Nowa Cerkiew (Neukirch), Nowa Kościelnica (Neumünsterberg), Palczewo (Palschau) en Piaskowiec (Sand).
De zetel van de gemeente is in Ostaszewo (Schöneberg).
Op 30 juni 2004 telde de gemeente 3280 inwoners.

## Oppervlakte gegevens
In 2002 bedroeg de totale oppervlakte van gemeente Ostaszewo 60,65 km², waarvan:
- agrarisch gebied: 83%
- bossen: 0%

De gemeente beslaat 9,29% van de totale oppervlakte van de powiat.

## Demografie
Stand op 30 juni 2004:
| Omschrijving                   | Totaal | Totaal | Vrouwen | Vrouwen | Mannen | Mannen |
| ------------------------------ | ------ | ------ | ------- | ------- | ------ | ------ |
| eenheid                        | aantal | %      | aantal  | %       | aantal | %      |
| inwoners                       | 3280   | 100    | 1600    | 48,8    | 1680   | 51,2   |
| bevolkingsdichtheid (inw./km²) | 54,1   | 54,1   | 26,4    | 26,4    | 27,7   | 27,7   |

In 2002 bedroeg het gemiddelde inkomen per inwoner 1577,76 zł.

## Aangrenzende gemeenten
Cedry Wielkie, Lichnowy, Nowy Dwór Gdański, Nowy Staw, Stegna, Suchy Dąb